# Beisebol nos Jogos Pan-Americanos de 2015 - Feminino
O torneio feminino de beisebol nos Jogos Pan-Americanos de 2015 foi realizado entre 20 e 26 de julho no President's Choice Ajax Pan Am Ballpark. Cinco equipes participaram do evento.

## Medalhistas
|  | USA Estados Unidos |  | CAN Canadá |  | VEN Venezuela |
|  | Marti Sementelli Brittany Gomez Jenna Marston Veronica Gajownik Malaika Underwood Veronica Alvarez Anna Kimbrell Sarah Hudek Nicole Rivera Stacy Piagno Ryleigh Buck Kelsie Whitmore Samantha Cobb Jade Gortarez Michelle Snyder Tamara Holmes Cydnee Sanders Alex Fulmer |  | Kelsey Lalor Vanessa Riopel Autumn Mills Nicole Luchanski Stéphanie Savoie Katherine Psota Heidi Northcott Melissa Armstrong Daniella Matteucci Jenna Flannigan Ashley Stephenson Jessica Bérubé Claire Eccles Veronika Boyd Bradi Wall Amanda Asay Jennifer Gilroy Rebecca Hartley |  | Marianne Pérez Astrid Rodríguez Daily Giménez María Rincón Patricia Segovia Kerlys Pérez Sor Brito Lelis Gómez Migreily Angulo Osmari García Giddelys Cumaná Leonela Reyes Maigleth Torres Oriannys Hernández Ofelia Arrieche Esquia Rengel Ingrid Escobar Dayvis Cazorla |

## Formato
As cinco equipes integraram um grupo único onde todas se enfrentaram, totalizando quatro jogos para cada. A primeira colocada avançou diretamente para a disputa da medalha de ouro, enquanto as equipes que finalizaram em segundo e terceiro lugar se classificaram a semifinal, com a vencedora disputando a medalha de ouro e a perdedora ficando com a medalha de bronze.

## Primeira fase
|  | Equipe classificada à final       |
|  | Equipes classificadas à semifinal |

Todas as partidas seguem o fuso horário local (UTC-5).
| Seleção            | J | V | D | C+ | C- | DC  |
| ------------------ | - | - | - | -- | -- | --- |
| USA Estados Unidos | 4 | 4 | 0 | 33 | 7  | +26 |
| CAN Canadá         | 4 | 3 | 1 | 26 | 9  | +17 |
| VEN Venezuela      | 4 | 2 | 2 | 32 | 30 | +2  |
| PUR Porto Rico     | 4 | 1 | 3 | 17 | 27 | –10 |
| CUB Cuba           | 4 | 0 | 4 | 8  | 43 | –35 |

| 20 de julho 15:00 | Venezuela | 6 – 10 Ficha | Estados Unidos | President's Choice Ajax Pan Am Ballpark, Ajax Público: 847 |

| 20 de julho 19:00 | Canadá | 13 – 1 Ficha | Cuba | President's Choice Ajax Pan Am Ballpark, Ajax Público: 1 602 |

| 21 de julho 15:00 | Cuba | 5 – 6 Ficha | Porto Rico | President's Choice Ajax Pan Am Ballpark, Ajax Público: 927 |

| 21 de julho 19:00 | Canadá | 9 – 3 Ficha | Venezuela | President's Choice Ajax Pan Am Ballpark, Ajax Público: 1 375 |

| 22 de julho 15:00 | Porto Rico | 2 – 3 Ficha | Canadá | President's Choice Ajax Pan Am Ballpark, Ajax Público: 1 775 |

| 22 de julho 19:00 | Cuba | 0 – 11 Ficha | Estados Unidos | President's Choice Ajax Pan Am Ballpark, Ajax Público: 773 |

| 23 de julho 15:00 | Venezuela | 13 – 2 Ficha | Cuba | President's Choice Ajax Pan Am Ballpark, Ajax Público: 977 |

| 23 de julho 19:00 | Estados Unidos | 9 – 0 Ficha | Porto Rico | President's Choice Ajax Pan Am Ballpark, Ajax Público: 547 |

| 24 de julho 15:00 | Porto Rico | 9 – 10 Ficha | Venezuela | President's Choice Ajax Pan Am Ballpark, Ajax Público: 1 803 |

| 24 de julho 19:30 | Estados Unidos | 3 – 1 Ficha | Canadá | President's Choice Ajax Pan Am Ballpark, Ajax Público: 3 469 |

## Fase final
|  | Disputa pelo bronze | Disputa pelo bronze | Disputa pelo bronze |  |  | Final          | Final          | Final |
|  |                     |                     |                     |  |  |                |                |       |
|  |                     |                     |                     |  |  |                |                |       |
|  |                     |                     |                     |  |  | Estados Unidos | Estados Unidos | 11    |
|  | Canadá              | Canadá              | 6                   |  |  | Canadá         | Canadá         | 3     |
|  | Venezuela           | Venezuela           | 1                   |  |  |                |                |       |
|  |                     |                     |                     |  |  |                |                |       |
|  |                     |                     |                     |  |  |                |                |       |
|  |                     |                     |                     |  |  |                |                |       |

### Disputa pelo bronze
| 25 de julho 19:15 | Venezuela | 1 – 6 Ficha | Canadá | President's Choice Ajax Pan Am Ballpark, Ajax Público: 2 847 |

### Final
| 26 de julho 12:00 | Canadá | 3 – 11 Ficha | Estados Unidos | President's Choice Ajax Pan Am Ballpark, Ajax Público: 5 224 |

## Classificação final
| Pos.              | Equipe             | Campanha | Campanha | Campanha |
| Pos.              | Equipe             | V        | D        |          |
| ----------------- | ------------------ | -------- | -------- | -------- |
| Medalha de ouro   | USA Estados Unidos | 5        | 0        |          |
| Medalha de prata  | CAN Canadá         | 4        | 2        |          |
| Medalha de bronze | VEN Venezuela      | 2        | 3        |          |
| 4                 | PUR Porto Rico     | 1        | 3        |          |
| 5                 | CUB Cuba           | 0        | 4        |          |